# Cayratia cardiospermoides
Cayratia cardiospermoides är en vinväxtart som först beskrevs av Jules Émile Planchon, och fick sitt nu gällande namn av François Gagnepain. Cayratia cardiospermoides ingår i släktet Cayratia och familjen vinväxter. Inga underarter finns listade i Catalogue of Life.